# Mołstowa
Mołstowa – rzeka w północno-zachodniej Polsce, płynąca po Pobrzeżu Południowobałtyckim, w województwie zachodniopomorskim, o długości według różnych źródeł od 48,9 km do 57 km i powierzchni dorzecza od 371,5 km² do 377 km²; prawobrzeżny dopływ Regi. 

## Przebieg
Jej źródło znajduje się na łąkach położonych na północny zachód od jeziora Klępnicko, 1,5 km na północ od centrum Naćmierza. Nieco za 7. km (około 2 km na zachód) rezerwat przyrody "Mszar koło Starej Dobrzycy". W górnym biegu rzeka płynie przez bezludne obszary leśne zwane Puszczą Popielewską, w dolnym biegu urozmaiconym, na przemian, wśród pól i lasów. Do Regi wpada 1,3 km na zachód-południowy zachód od centrum Bielikowa w gminie Brojce.
Rzeka posiada dopływy: Leżnica, Czernica, Wkra, Rzecznica, Brodziec, Pniewa, Ząbrówka.

## Fauna
Według danych regionalnego zarządu gospodarki wodnej dominującymi gatunkami ryb w wodach Mołstowy są: jelec i kiełb krótkowąsy.
Pozostałymi gatunkami ryb występujących w rzece są: ciernik, pstrąg potokowy, kleń, lin, miętus pospolity, płoć, szczupak pospolity, troć wędrowna, lipień pospolity. W Mołstowie występuje także głowacz białopłetwy, będący gatunkiem chronionym.
W wyniku badań z 1979 roku stwierdzono, że zstępowanie smoltów troci na Mołstowie odbywa się w okresie od 19 kwietnia do 8 czerwca. Główny spływ ryb przypada na okres od 3. dekady kwietnia do 2. dekady maja, kiedy temperatura wody wynosi od 7 °C do 12 °C.
Gospodarzem wody jest PZW Okręg Szczecin. Na rzece obowiązuje zakaz spinningowania od końca sierpnia do 1 stycznia, a od 1 listopada do 30 kwietnia obowiązuje zakaz brodzenia. Zarybiana jest m.in. narybkiem troci wędrownej, pstrąga potokowego, łososia.

## Jakość wód
W 2008 r. przeprowadzono badania jakości wód Mołstowy w punkcie ujścia do Regi. W ich wyniku oceniono elementy fizykochemiczne poniżej stanu dobrego, elementy biologiczne określono na I klasy, a stan ekologiczny na umiarkowany. W ogólnej dwustopniowej ocenie stwierdzono zły stan wód Mołstowy.

## Hydronimia
W poszczególnych latach nazwa rzeki została zapisana jako:
Moltzstowe (1310),
Mallstow (1564), 
Molstow (1618),
Malstow (1780),
Molstow (1885),
Molstow (1888),
Molstow (1944).
W 1948 roku wprowadzono urzędowo polską nazwę – Mołstowa.
Hydronimia nazwy rzeki nie jest jednoznaczna. Od lat 60. XX wieku pojawiają się tezy o przedsłowiańskim – bałtyckim pochodzeniu. Wzmiankowano o zestawieniu z litewskim Malštovė. Na podstawie dawnych zapisów interpretuje się nazwę dzierżawczą (*Małostowa), derywowaną od imienia Małost.
Rzeka ma podobną nazwę do miejscowości Mołstowo, leżącej niedaleko biegu rzeki.